# Максанс Паро
Максанс Макс Паро (Кауансвил 6. јул 1994) је канадски сноубордер. Одрастао је у Бромону. Скијање је почео да тренира са две године, а сноубординг са девет. Његов отац, Алан Паро такмичио се за Канаду у алпском скијању.
На Зимским играма екстремних спортова до сада је освојио седам медаља, од тога пет златних у дисциплинама биг ер и слоупстајл.
На Олимпијским играма у Сочију 2014. освојио је пето место у дисциплини слоупстајл, а четири године касније у Пјонгчангу дошао је до сребрне медаље.